# 云母片岩

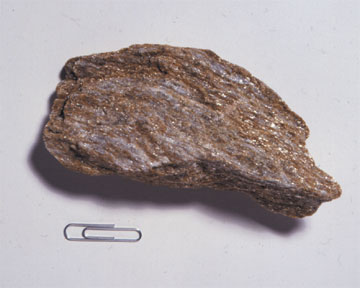
云母片岩

云母片岩（mica schist）是一种主要由云母（主要是白雲母，黑云母较少见，或两者兼而有之）、石英和少量其他礦物组成的变质岩，经中级区域变质作用（温度500-700°C，压力3-10Kbar）形成，有着明显的叶理。